# Рагби јунион репрезентација Тајланда
Рагби јунион репрезентација Тајланда је рагби јунион тим који представља Краљевину Тајланд у овом екипном контактном спорту. Рагби је у Тајланду међу популарнијим колективним спортовима. У Тајланду има 154 рагби клуба и око 16 000 регистрованих рагбиста. Рагби савез Тајланда основан је 1937. Први званичан тест меч рагбисти Тајланда играли су 1969. и доживели су пораз од Јапана 82-8. Најубедљивију победу репрезентација Тајланда је остварила против Индије 1998. 90-6. Највећи дебакл рагбисти Тајланда доживели су 1996. када их је Рагби јунион репрезентација Јапана понизила са 141-10.

## Тренутни састав
Нутабунг Катлбунават
Китисак Бунпракоб
Честафол Промтареа
Чејсак Пиромкрејпак
Чејват Клонгтроујрок
Чеинтронт Банлуесуп
Адсавин Тиамод
Варонгорн Камкоет
Корапонг Вонгскларан
Јачакорн Ворачате
Тањавит Куасинт
Пичит Јингчарен
Павај Јарунат
Нунтапол Потипиром
Пинит Инта
Чатре Ванадит
Сумет Ванадит
Супарат Конгтавае
Сарај Тинегтронг
Чирамат Буднапет